# Lorena Hickok
Lorena Alice "Hick" Hickok (East Troy, Wisconsin, 7 de marzo de 1893 - 1 de mayo de 1968) fue una periodista estadounidense y amiga y mentora de la primera dama Eleanor Roosevelt. Después de una infancia infeliz e inestable, Hickok encontró el éxito como reportera del Minneapolis Tribune y Associated Press (AP), convirtiéndose en la reportera más conocida de Estados Unidos en 1932. Después de cubrir la primera campaña presidencial de Franklin D. Roosevelt, Hickok entabló una estrecha relación con la futura primera dama y viajó mucho con ella. La naturaleza de su amistad ha sido ampliamente debatida, especialmente después de que se descubrieron 3000 cartas mutuas, aparentemente confirmando la intimidad física (se sabía que Hickok era lesbiana). La cercanía de la amistad comprometió la objetividad de Hickok, lo que la llevó a renunciar a la AP y trabajar como investigadora principal de la Administración Federal de Ayuda para Emergencias (FERA). Más tarde promovió la Feria Mundial de Nueva York de 1939 y después ejerció de secretaria ejecutiva de la División de Mujeres del Comité Nacional Demócrata, viviendo principalmente en la Casa Blanca. Escribió varios libros.

## Biografía
Lorena Alice Hickok nació el 7 de marzo de 1893 en East Troy, Wisconsin, hija de Addison J. Hickok, un granjero que se especializaba en hacer mantequilla, y Anna Hickok (de soltera Anna Adelia Wiate, m. 1906 ). Tenía dos hermanas, Ruby Adelsa (más tarde Ruby Claff, 1896-1971) y Myrtle. Su infancia fue dura; su padre era alcohólico y no tenía un empleo constante. Cuando Lorena tenía 10 años, la familia se mudó a Bowdle, Dakota del Sur, donde en 1906, cuando Lorena tenía 13 años, su madre, Anna, murió de un derrame cerebral. En 1908, dos años después del fallecimiento de su esposa, Addison se casó con Emma Flashman, el ama de llaves que había trabajado con la familia después del fallecimiento de Anna. La relación de Lorena con su padre no fue buena, la maltrató y no salió en su defensa cuando Emma la obligó a salir de la casa familiar. Sin el apoyo de su padre, Lorena, de 14 años, trabajó como ama de llaves para una familia irlandesa, en una pensión infestada de ratones, en una pensión para trabajadores del ferrocarril en las afueras de la ciudad y en la cocina de una granja. Durante su tiempo en la pensión, Hickok se vio obligada a bloquear su puerta con una silla para que los visitantes masculinos de la casa no pudieran entrar a su habitación mientras dormía. Vio a su padre una vez más en su vida, cuando tenía 15 años, mientras viajaba en un tren. Addison no tuvo palabras amables para su hija mayor, pero la experiencia fue liberadora para ella, que abandonó el tren al darse cuenta de que ahora era una adulta y que su padre ya no podía golpearla.
Hickok se dirigió a Gettysburg, Dakota del Sur, donde conoció y trabajó para una amable anciana llamada Mrs. Dodd, quien la ayudó a aprender a ser adulta, enseñándole habilidades básicas como lavarse el cabello. Bajo la influencia de Dodd, Hickok decidió regresar a Bowdle para ir a la escuela. A cambio de alojamiento y comida, comenzó a trabajar para una familia adinerada, los Bickett. La situación de vida no era buena para Hickok, ya que la esposa le exigía que dedicara todo su tiempo libre a las tareas de la casa, lo que se producía a expensas del trabajo escolar. Dejó a los Bickett para vivir con los O'Malley, que eran dueños de un salón y forjó amistad con la pareja, particularmente con la esposa, que era un tanto marginada en Bowdle, no solo por la fuente de ingresos de su familia, sino también por usar maquillaje y pelucas y beber alcohol. Hickok finalmente pudo encontrar algo de estabilidad dentro de su familia en 1909, cuando dejó Dakota del Sur para conocer a Ella Ellis, una prima a quien llamó tía Ella, en Chicago, Illinois. Antes de su partida, la Sra. O'Malley pagó su billete de tren y la vistió para la ocasión. A partir de ahí, Hickock se graduó en la escuela secundaria en Battle Creek, Míchigan, y se inscribió en Lawrence College en Appleton, Wisconsin, pero lo abandonó.
Incapaz de encajar en la universidad, Hickok encontró trabajo cubriendo llegadas y salidas de trenes y escribió historias de interés personal en The Battle Creek Evening News por $ 7 a la semana. En un intento por seguir los pasos de su modelo a seguir, la novelista y exreportera Edna Ferber, se unió al Milwaukee Sentinel como su editora de sociedad y luego pasó al ritmo de la ciudad, donde desarrolló un talento como entrevistadora. Entrevistó a celebridades, incluida la actriz Lillian Russell, el pianista Ignacy Paderewski y las cantantes de ópera Nellie Melba y Geraldine Farrar, obteniendo una amplia audiencia. También se hizo amiga cercana de la diva Ernestine Schumann-Heink.
Hickok se mudó a Minneapolis para trabajar para el Minneapolis Tribune. Se matriculó en la Universidad de Minnesota, pero se fue cuando se vio obligada a vivir en un dormitorio de mujeres. Se quedó en el Tribune, donde tuvo oportunidades inusuales para una reportera. Tenía una firma y era la reportera principal del periódico, cubría política y deportes y preparaba editoriales. Durante su mandato con el periódico, también cubrió el equipo de fútbol, convirtiéndose en una de las primeras reporteras especializadas en deportes. En 1923, ganó un premio de Associated Press por escribir el mejor reportaje del mes, un artículo sobre el tren fúnebre del presidente Warren G. Harding.
Durante sus años en Minneapolis, Hickok vivió con una reportera de sociedad llamada Ella Morse, con quien tuvo una relación de ocho años. En 1926, Hickok fue diagnosticada con diabetes y Morse la convenció de que se retirara un año del periódico para que la pareja pudiera viajar a San Francisco y Hickok pudiera escribir una novela. Sin embargo, al comienzo de la licencia, Morse se fugó inesperadamente con un exnovio, dejando a Hickok devastado. Incapaz de afrontar un regreso a Minneapolis, Hickok se mudó a Nueva York y consiguió un trabajo en el New York Daily Mirror.
Después de trabajar para The Mirror durante aproximadamente un año, Hickok obtuvo un trabajo en Associated Press en 1928, donde se convirtió en una de sus principales corresponsales. Inusualmente para la época, se le asignaron historias de noticias duras, que a las periodistas mujeres rara vez se les permitía cubrir. Su historia de noviembre de 1928 sobre el hundimiento del SS Vestris se publicó en The New York Times con su propia firma, la primera firma de una mujer en aparecer en el periódico. También informó sobre el secuestro de Lindbergh y otros eventos nacionales. En 1932, se había convertido en la reportera más conocida del país. Hickok se llamaba a sí misma en ese momento "la mejor reportera del país".

## Relación temprana con Eleanor Roosevelt

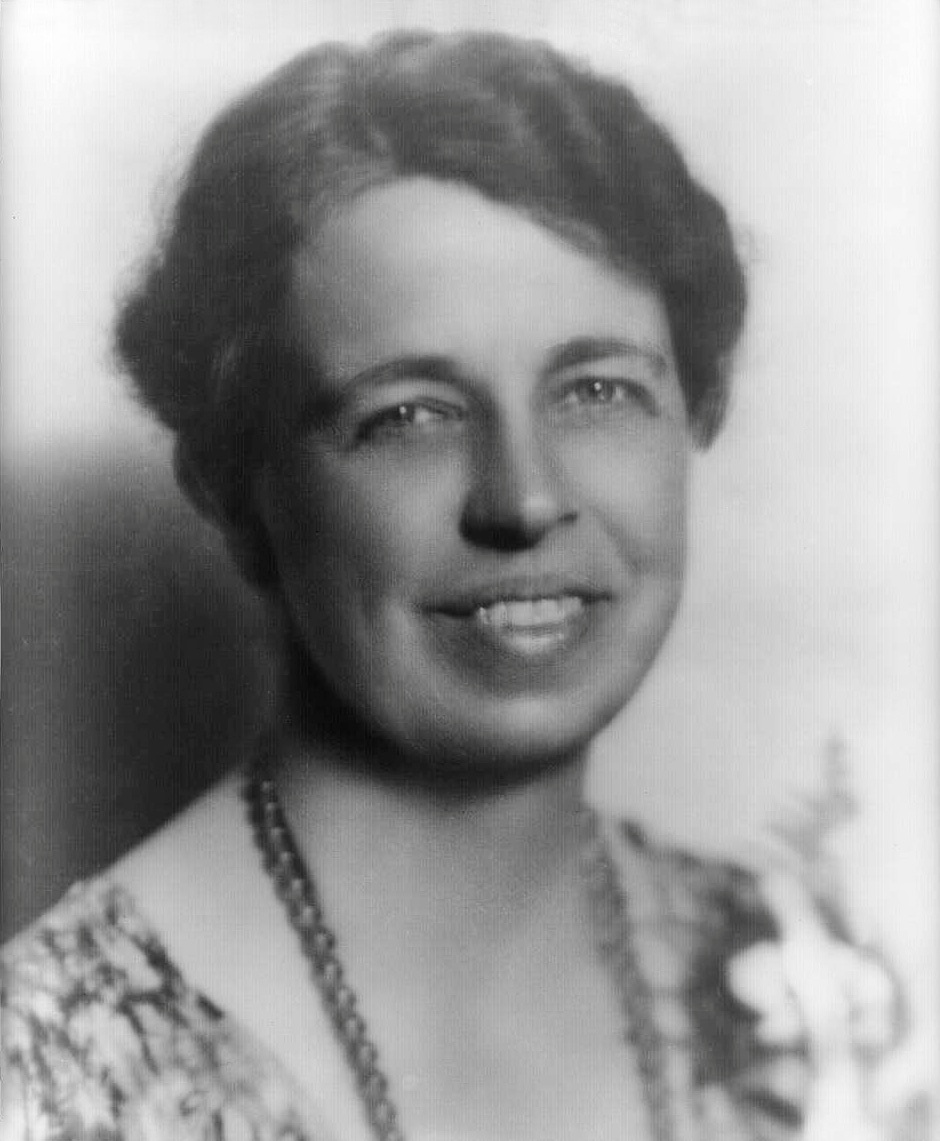
Eleanor Roosevelt en 1933

Hickok conoció a Roosevelt por primera vez en 1928 cuando la AP le asignó entrevistarla. En 1932, Hickok convenció a sus editores para que le permitieran cubrir a Eleanor Roosevelt durante la campaña presidencial de su esposo y durante el período de cuatro meses entre su elección y toma de posesión. Cuando murió la madre de la secretaria de Franklin, Missy LeHand, Eleanor invitó a Hickok a acompañarla a Potsdam, Nueva York, para el funeral. Las mujeres pasaron el largo viaje en tren hablando, iniciando una larga amistad.
Durante las elecciones de 1932, Hickok siempre presentaba sus historias sobre Eleanor Roosevelt, para la aprobación de Louis Howe, el asesor de campaña de Franklin Roosevelt, convirtiéndose al final de las elecciones en agregada de prensa no oficial de Eleanor. Para la toma de posesión de Franklin el 4 de marzo de 1933, Hickok se había convertido en la amiga más cercana de Eleanor. Las dos hicieron viajes juntas a Albany y Washington D. C., y pasaron casi todos los días en compañía de la otra. Hickok se unía a los Roosevelt todos los domingos por la noche para cenar, mientras que otras noches Eleanor se unía a Hickok en el teatro o la ópera, o en cenas a solas en el apartamento de Hickok. Para la inauguración, Eleanor usó un anillo de zafiro que Hickok le había dado.
Ese mismo día, Hickok entrevistó a Roosevelt en un baño de la Casa Blanca, su primera entrevista oficial como primera dama. En ese momento, Hickok estaba profundamente enamorada de Roosevelt y le resultaba cada vez más difícil proporcionar informes objetivos. Además, el trabajo de Hickok la mantuvo en gran parte en Nueva York, mientras que Eleanor estaba en Washington. Ambas mujeres estaban preocupadas por la separación, profesando su amor por teléfono y por carta; Roosevelt puso una foto de Hickok en su estudio, y le dijo a Hickok que la besaba todas las noches y todas las mañanas. Durante este período, Roosevelt escribió diariamente cartas de diez a quince páginas a "Hick", que planeaba escribir una biografía de la primera dama.
La naturaleza de la relación de Hickok y Roosevelt ha sido objeto de controversia entre los historiadores. Roosevelt era amiga cercana de varias parejas de lesbianas, como Nancy Cook y Marion Dickerman, y Esther Lape y Elizabeth Fisher Read, lo que muestra que ella entendía el lesbianismo; Marie Souvestre, la maestra de la infancia de Roosevelt y una gran influencia en su pensamiento posterior, también era lesbiana. La biógrafa de Hickok, Doris Faber, publicó parte de la correspondencia de Roosevelt y Hickok en 1980, pero concluyó que el fraseo enamorado era simplemente un "enamoramiento de colegiala inusualmente tardío"  y advirtió a los historiadores que no se dejaran engañar. La investigadora Leila J. Rupp criticó el argumento de Faber, llamando a su libro "un estudio de caso de homofobia" y argumentando que Faber presentó, sin saberlo, "página tras página de evidencia que delinea el crecimiento y desarrollo de una historia de amor entre las dos mujeres". En 1992, la biógrafa de Roosevelt Blanche Wiesen Cook argumentó que la relación era de hecho romántica y generaba atención nacional.
 

La biógrafa Doris Kearns Goodwin resumió las cartas entre Hickok y Roosevelt así:
Hick anhelaba besar el punto blando en la comisura de la boca de Eleanor; Eleanor anhelaba abrazar a Hick; Hick se desesperó por estar lejos de Eleanor; Eleanor deseó poder acostarse junto a Hick y abrazarla. Día tras día, mes tras mes, el tono de las letras de ambos lados sigue siendo ferviente y cariñoso.
Goodwin concluyó, sin embargo, que "si Hick y Eleanor fueron más allá de los besos y los abrazos" no se puede saber con certeza, y que el tema importante es el impacto que la estrecha relación tuvo en la vida de ambas mujeres. Un ensayo de 2011 de Russell Baker que revisa dos nuevas biografías de Roosevelt en el New York Times Review of Books declaró: "Que la relación Hickok era realmente erótica, ahora parece indiscutible considerando lo que se sabe sobre las cartas que intercambiaron".

## En la administración de Roosevelt

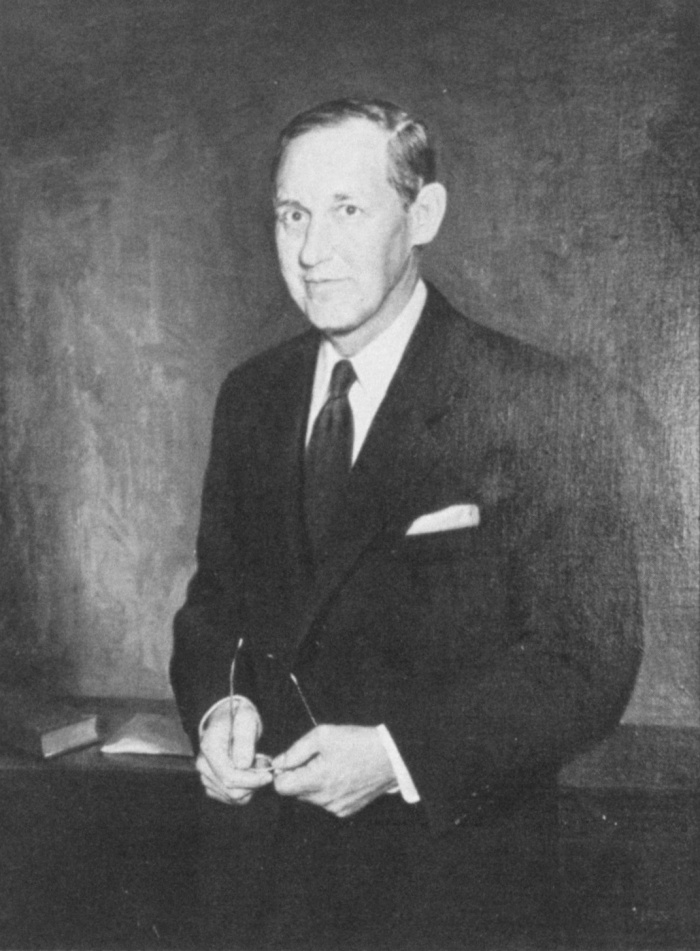
De 1933 a 1936, Hickok fue el investigador principal del director de la Administración Federal de Ayuda para Emergencias, Harry Hopkins (en la foto).

Al principio de la administración de Roosevelt, a Hickok se le atribuye el mérito de presionar a Eleanor para que escribiera su propia columna en el periódico, My Day, y para realizar conferencias de prensa semanales específicamente para mujeres periodistas. Sin embargo, a Hickok le resultó difícil cubrir objetivamente a los Roosevelt, y una vez suprimió una historia a petición de Eleanor. A pesar de su preocupación por dejar la carrera en la que había construido su identidad, Hickok abandonó la AP a instancias de Eleanor a mediados de 1933. Eleanor luego ayudó a Hickok a obtener el puesto de Investigadora Jefe de la Administración Federal de Ayuda para Emergencias (FERA) de Harry Hopkins, donde llevó a cabo misiones de investigación. En junio de 1933, renunció a Associated Press y luego pasó el mes siguiente de vacaciones con Eleanor Roosevelt en Nueva Inglaterra y en las provincias atlánticas de Canadá. En julio de 1933, Hopkins le dijo a Hickok: "Lo que quiero es que vayas por el país y lo observes. No quiero estadísticas tuyas. No quiero el ángulo del trabajador social. Solo quiero tu propia reacción, como una ciudadana más". Hickok viajó en un automóvil que le había traído Eleanor y que llamó Bluette, dirigiéndose primero a los distritos mineros de carbón del oeste de Pensilvania para ingresar a la región de los Apalaches.
Desde Virginia Occidental, informó sobre la vida de los mineros del carbón: “Algunos han estado muriendo de hambre durante ocho años. ¡Me dijeron que hay niños en West Virginia que nunca han probado la leche! Visité un grupo de 45 mineros incluidos en la lista negra y sus familias que habían estado viviendo en tiendas de campaña durante dos años. La mayoría de las mujeres que ves en los campamentos van sin zapatos ni medias. Es bastante común ver niños completamente desnudos". Informó que las causas más comunes de muerte en Virginia Occidental eran la tuberculosis, el asma, la fiebre tifoidea, la difteria, la pelagra y la desnutrición. Muchas personas en Virginia Occidental donde informó "había estado viviendo durante días de maíz verde y judías verdes. En el Hotel Continental en Pineville, me dijeron que cinco bebés en uno de esos arroyos habían muerto de hambre en los últimos diez días. La disentería es tan común que no hablan de ella". Sobre la gente de los Apalaches, Hickok escribió que eran patriotas, religiosos y de "pura estirpe anglosajona", y los encontró "curiosamente atractivos". Al mismo tiempo, los criticó por su apatía al observar que estaban dispuestos a aceptar su destino como lo que Dios había planeado para ellos. En el verano de 1933, informó que el 62% de las personas en los condados del este de Kentucky vivían de la ayuda federal mientras que otras 150.000 personas dependían de la ayuda del gobierno estatal para alimentar a sus familias. El 12 de agosto de 1933, la Commonwealth de Kentucky suspendió los pagos de ayuda debido a la falta de fondos, lo que llevó a la gente a las oficinas de socorro para encontrarlas cerradas y luego alejarse en silencio. Hickok escribió: "No puedo entender como no bajan y asaltan el país de la Hierba Azul (bluegrass)".
Desde Iowa, escribió a Hopkins en octubre de 1933 que la Depresión "dura 10 o 12 años aquí" y Sioux City era un "semillero de los rojos". El mismo mes ella escribió desde Minnesota que los agricultores estaban cada vez más descontentos con el presidente Roosevelt cuando un líder agrícola le dijo: "Nos prometieron un New Deal, en cambio, tenemos lo mismo de siempre". En una carta a Eleanor desde Dakota del Norte, afirmó:"Estas llanuras son hermosas. Pero, oh, la terrible y aplastante monotonía de la vida aquí. Y el sufrimiento, tanto para las personas como para los animales... La mayoría de los edificios agrícolas no han sido pintados sabe Dios hace cuánto tiempo. Si tuviera que vivir aquí, creo que simplemente dejaría de hacerlo y me suicidaría. La gente de aquí está aturdida. Una especie de pavor sin nombre se cierne sobre el lugar". En el condado de Morton, Dakota del Norte, Hickok salió de una iglesia y encontró a varios granjeros apiñados alrededor de su automóvil, tratando de mantenerse calientes por el calor del motor del automóvil en un frío día de invierno. Una granjera que conoció Hickok tenía 10 hijos y estaba embarazada de su undécimo hijo, diciendo que deseaba tener algunos anticonceptivos ya que ella y su esposo no podían pagar una familia tan numerosa. Hickok escribió: "La difícil situación del ganado es lamentable... Los caballos medio muertos de hambre se han dejado caer en el arnés justo en el trabajo en la carretera. Incluso han cosechado cardo ruso para alimentar a sus caballos y ganado. El cardo ruso, para su información, es una planta de cardo con raíces poco profundas que se seca en el otoño y se desplaza por las llanuras como rollos de alambre de púas. El efecto sobre el aparato digestivo de un animal sería, me imagino, muy parecido a si hubiera comido alambre de púas". 
Ella llamó a Dakota del Sur "la Siberia de los Estados Unidos". Un lugar más desesperado que nunca vi. La mitad de la población, especialmente los agricultores, está muerta de miedo. El resto de la gente es apática". En Dakota del Sur, encontró a varias esposas de granjeros que servían sopa de cardo ruso a sus hijos. En las llanuras de Dakota del Sur, visitó lo que una vez había sido un casa. No se han hecho reparaciones en años. El piso de la cocina estaba remendado con trozos de hojalata. Grandes parches de yeso habían caído de las paredes. Había periódicos atascados en las rendijas de las ventanas. Y en esa casa dos niños pequeños estaban corriendo, andrajosos, sin zapatos ni medias. Sus pies estaban morados de frío". Informó que algunos de los agricultores normalmente conservadores de Dakota del Sur estaban culpando al capitalismo por su difícil situación y se estaban volviendo hacia el comunismo ya que las reuniones comunistas en las Grandes Llanuras tenían una gran asistencia. Hickok también señaló la Farm Holiday Association que pedía el fin de los bancos que ejecutan hipotecas en las granjas se estaba volviendo popular en las Grandes Llanuras. Cuando un banco realizó una ejecución hipotecaria en una granja de Dakota del Sur y le pidió al alguacil del condado que desalojara al granjero y a su familia, ella vio cómo multitud de familias desarmaban a los ayudantes del alguacil a punta de pistola y "le arracaron la ropa y golpearon". Pero al mismo tiempo, señaló que a pesar de toda la furia y violencia del movimiento Farm Holiday que el estado de ánimo predominante seguía siendo la apatía, escribiendo: "Me dijeron en Bismarck que en el país que visité esta tarde encontraría una buena dosis de inquietud: espíritu de 'vacaciones en la granja'. No puedo decir que lo hice. Parecían casi demasiado pacientes para mí". En diciembre de 1933, Eleanor le escribió: "Sr. Hopkins dijo hoy que sus informes serían la mejor historia de la Depresión en los años futuros".

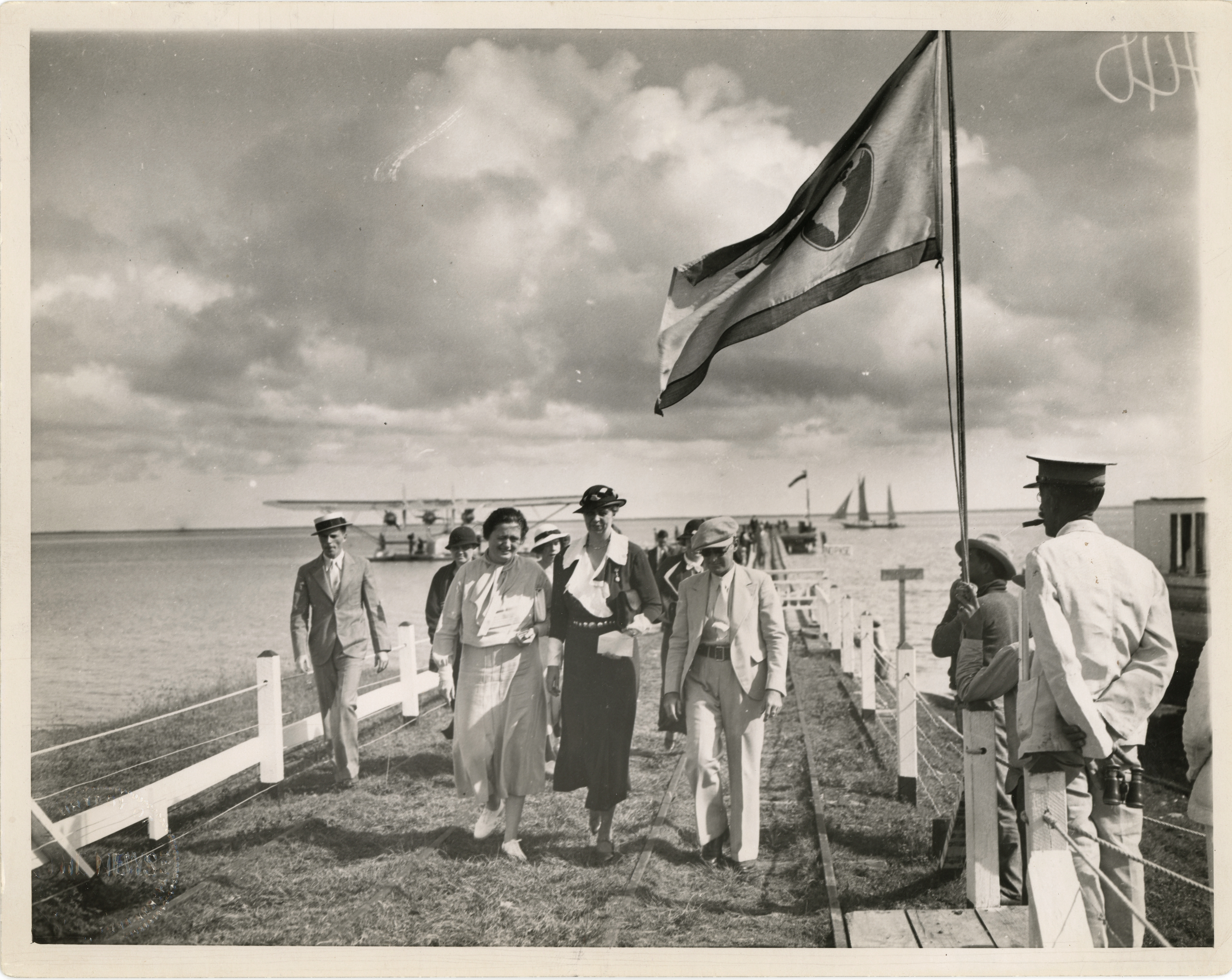
Eleanor Roosevelt con Lorena Hickok en Puerto Rico, 1934

En diciembre de 1933, Hickok realizó una gira de dos meses por el sur de Estados Unidos, donde quedó horrorizada por la pobreza, la desnutrición y la falta de educación que encontró. Hickok encontró la vida en el sur incluso peor que en las Grandes Llanuras, que anteriormente encontraba muy "deprimente". En enero de 1934, informó que había visto en las zonas rurales de Georgia "blancos y negros medio muertos de hambre luchar en la competencia por menos para comer de lo que mi perro consigue en casa, por el privilegio de vivir en chozas que son infinitamente menos cómodas que su perrera. Si hay un sistema escolar en el estado, simplemente no está funcionando. No puede. Los niños simplemente no pueden ir a la escuela, cientos de ellos porque no tienen ropa. Los padres analfabetos de cientos de personas más no los envían. Como resultado, tiene la imagen de cientos de niños y niñas adolescentes aquí en algunas de estas áreas rurales que no saben leer ni escribir. No estoy exagerando... ¡Algunos de ellos apenas pueden hablar! ". En Savannah, un director de relevo le dijo: "Cualquier negro que gana más de $8 a la semana es un negro malcriado, eso es todo. . . Los negros consideran al presidente como el Mesías y piensan que todos recibirán $12 a la semana por el resto de sus vidas". En Florida, ella escribió que encontró trabajadores agrícolas de temporada en las granjas de cítricos que viven en "peonaje" mientras que los hoteles de las costas estaban "cómodamente llenos". Los agricultores de cítricos de Florida había escrito "consiguieron que el mundo lamiera... por ser mezquino, egoísta e irresponsable". En febrero de 1934, informó desde Carolina del Norte sobre la aparcería: "La verdad es que el sur rural nunca ha progresado más allá del trabajo esclavo. Cuando se llevaron a sus esclavos, procedieron a establecer un sistema de peonaje que estaba lo más cerca posible de la esclavitud e incluía tanto a blancos como a negros". Desde las ciudades de fábricas textiles de las Carolinas, Hickok escribió sobre los "bloques y bloques de casitas destartaladas y en ruinas" inhibidas por los "pelusa", como se llamaban a sí mismos los trabajadores textiles, a quienes normalmente no se les pagaba en efectivo, sino al bono de la empresa, que solo podía utilizarse para comprar alimentos en las tiendas de la empresa. Instó a Eleanor a visitar una ciudad de tiendas de campaña de ex mineros sin hogar en Morgantown, West Virginia, una experiencia que llevó a Eleanor a fundar el proyecto de vivienda federal de Arthurdale, West Virginia. En marzo de 1934, Hickok acompañó a Eleanor en un hecho: encontrando un viaje al territorio estadounidense de Puerto Rico, informando luego a Hopkins que la pobreza de la isla era demasiado severa para que FERA interviniera de manera útil. 
Una de sus conclusiones más importantes fue que la Gran Depresión no solo sumió a una nación próspera en la pobreza, sino que había una "vieja pobreza". Hickok informó que incluso antes de 1929 había alrededor de 40 millones de estadounidenses que incluían virtualmente a toda la población no blanca, casi toda la población rural y la mayoría de los ancianos que ya vivían en la pobreza, y todo lo que la Depresión había hecho era simplemente empeorar las cosas para las personas que ya estaban luchando.  Hopkins la elogió por descubrir "un volumen de pobreza crónica, insospechado excepto por unos pocos estudiantes y por aquellos que siempre lo experimentaron".
En la ciudad de Calais, Maine, descubrió que la mayoría de los desempleados eran católicos francocanadienses, mientras que los trabajadores humanitarios eran WASP. Adhiriendo a los prejuicios religiosos y étnicos, Hickok informó que "la gente en relevo en esa ciudad está sujeta a un tratamiento que es casi medieval en su tacañería y estupidez". Desde Tennessee, informó que encontró trabajadores de socorro "cuyo enfoque del problema de socorro es tan típico del trabajador social de la vieja línea, apoyado por la filantropía privada y despreciando a los suyos, solo por lo general era SU nariz al pobre paciente de Dios, que me hizo vomitar un poco". En Texas, visitó una instalación de "admisión" (donde se evaluó a las personas que solicitaban alivio) y escribió: "Sr. Hopkins, ¿alguna vez pasó un par de horas sentado en una admisión? La admisión es lo más cercano al infierno que conozco. Solo el olor, lo reconocería en cualquier lugar. Y suma eso al efecto psicológico de tener que estar allí. ¡Dios!".  Hickok informó que muchas de las personas que solicitaban ayuda estaban llenas de culpa y vergüenza. El espíritu del "Sueño Americano" se había grabado tan profundamente en la mente de tantos estadounidenses que aquellos que se encontraron a sí mismos sin trabajo tendían a culparse a sí mismos, sintiendo que su desempleo se debía a algún defecto personal que los había condenado a ser fracasados en una sociedad donde, en teoría, cualquiera tendría éxito con la actitud correcta. Tales sentimientos eran especialmente comunes entre aquellos que anteriormente habían tenido trabajos de cuello blanco como Hickok los encontró "mudos de miseria" al enfrentarse al desempleo. En Nueva Orleans, un editor de un periódico le dijo a Hickok "Toda la clase de cuello blanco está recibiendo una paliza terrible. Están azotados, eso es todo. Y es malo". Un ingeniero desempleado le dijo "Tuve que asesinar mi orgullo" antes de solicitar ayuda. En Alabama, un leñador le dijo: "Me tomó un mes [solicitar ayuda]. Solía ir allí todos los días y pasar por el lugar una y otra vez. Simplemente no podía obligarme a entrar". Una maestra despedida de 28 años en Texas, despedida porque era la maestra más joven, le dijo abatida: "Si no puedo ganarme la vida, esto simplemente no es bueno, supongo". El alcalde de Toledo, Ohio le dijo a Hickok: "He visto a miles de estos hombres y mujeres derrotados, desanimados y desesperados, encogiéndose y adulando cuando vienen a pedir ayuda pública. Es un espectáculo de degeneración nacional".
Durante su tiempo con FERA, Hickok desarrolló una aversión por los reporteros. En febrero de 1934, Time la llamó "una mujer regordeta de voz ronca, modales perentorios, ropa holgada", una descripción que hirió a Hickok. En una carta a la secretaria de Hopkins, ella preguntó: "¿Por qué diablos NO PUEDEN dejarme en paz?". Después del incidente, Hickok y Roosevelt redoblaron sus esfuerzos para mantener su relación fuera del centro de atención; en una ocasión, Roosevelt le escribió: "Debemos tener cuidado este verano y mantenerlo fuera de los periódicos cuando salgamos juntas". 
En abril de 1934, un hombre de negocios de Texas le dijo que la solución a los problemas de Estados Unidos era el fascismo, ya que sostenía que la democracia estaba condenada al fracaso.  Hickok le dijo a Hopkins que "honestamente, después de casi un año de viajar por este país, casi me veo obligado a estar de acuerdo con él. Si tuviera 20 años menos y pesara 75 libras menos, creo que empezaría siendo Juana de Arco del movimiento fascista en los Estados Unidos... He viajado poco más de dos semanas y apenas he conocido a una sola persona que pareciera segura y alegre. Las cargas están aumentando. No ven ninguna mejora. Nadie parece pensar más que la cosa [el New Deal] va a FUNCIONAR". Desde el Valle Imperial en California, informó que los terratenientes ricos estaban "histéricos" por la perspectiva de que los comunistas organizaran a las masas de los desempleados y lideraran una revolución. Le escribió a Hopkins "parece que estamos en este negocio de ayuda humanitaria durante mucho, mucho tiempo. Es probable que la mayoría de los mayores de 45 NUNCA recuperen su trabajo". 
Sin embargo, a medida que Roosevelt se volvió más activa como primera dama, tuvo menos tiempo para Hickok. Hickok se enojó y se puso celosa ante los desaires percibidos y exigió más tiempo a solas, lo que Roosevelt no pudo dar; en otras ocasiones, intentó sin éxito separarse de Roosevelt. Aunque las dos siguieron siendo amigas durante toda su vida, continuaron separándose en los años siguientes. En 1937, Roosevelt le escribió a Hickok que "nunca quise lastimarte de ninguna manera, pero eso no es excusa para haberlo hecho. Me estoy retirando de todos mis contactos ahora... Tanta crueldad y estupidez es imperdonable cuando llegas a mi edad". 
Después de un incidente con su diabetes mientras viajaba, Hickok renunció a su puesto en FERA por razones de salud a finales de 1936.

## Feria Mundial

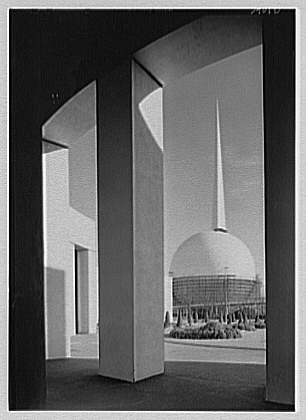
De 1936 a 1939, Hickok trabajó en relaciones públicas para la Feria Mundial de Nueva York de 1939.

Siguiendo el consejo de la secretaria de Roosevelt, Malvina Thompson, Hickok luego buscó trabajo en Nueva York con el hombre de relaciones públicas y político Grover Whalen . Poco después de la reelección de Franklin Roosevelt en 1936, Whalen contrató a Hickok para hacer publicidad para la Feria Mundial de Nueva York de 1939 . Las oportunidades para las empleadas de la Feria eran limitadas y encontró el trabajo poco gratificante en comparación con sus días de presentación de informes. Hickok trabajó principalmente en la promoción de la feria entre los jóvenes, incluida la organización de viajes escolares. Debido a que Hickok alquilaba tanto una casa de campo como un apartamento, a menudo enfrentaba problemas financieros a pesar de su buen salario durante estos años, y Roosevelt ocasionalmente le enviaba pequeños obsequios de dinero.

## Comité Nacional Demócrata
Con la ayuda de Roosevelt, Hickok se convirtió en secretaria ejecutiva de la División de Mujeres del Democratic National Committee (DNC) en febrero de 1940, haciendo el trabajo preliminar para las elecciones ese año. Volviendo a la carretera, le escribió a Roosevelt: "Este trabajo es muy divertido, querido... Es lo más parecido al trabajo de un periódico que he encontrado desde que dejé la A.P." 
Desde principios de enero de 1941 hasta poco después de la cuarta toma de posesión de FDR en 1945, vivió en la Casa Blanca. Durante su tiempo allí, la dirección nominal de Hickok fue en el Hotel Mayflower en DC, donde conoció a la mayoría de la gente. También durante este tiempo, formó una intensa amistad con Marion Janet Harron, una jueza del Tribunal Fiscal de los Estados Unidos que era diez años más joven que ella y casi la única persona que la visitó en la Casa Blanca.
Cuando la diabetes de Hickok empeoró en 1945, dejó su puesto en el DNC. Dos años después, Roosevelt le encontró un puesto en el Comité Demócrata del Estado de Nueva York . Cuando la salud de Hickok siguió deteriorándose, se mudó a Hyde Park para estar más cerca de Roosevelt. Vivía en una casa de campo en la finca Roosevelt, donde murió en 1968. Está enterrada en el cementerio de Rhinebeck en Rhinebeck, Nueva York.

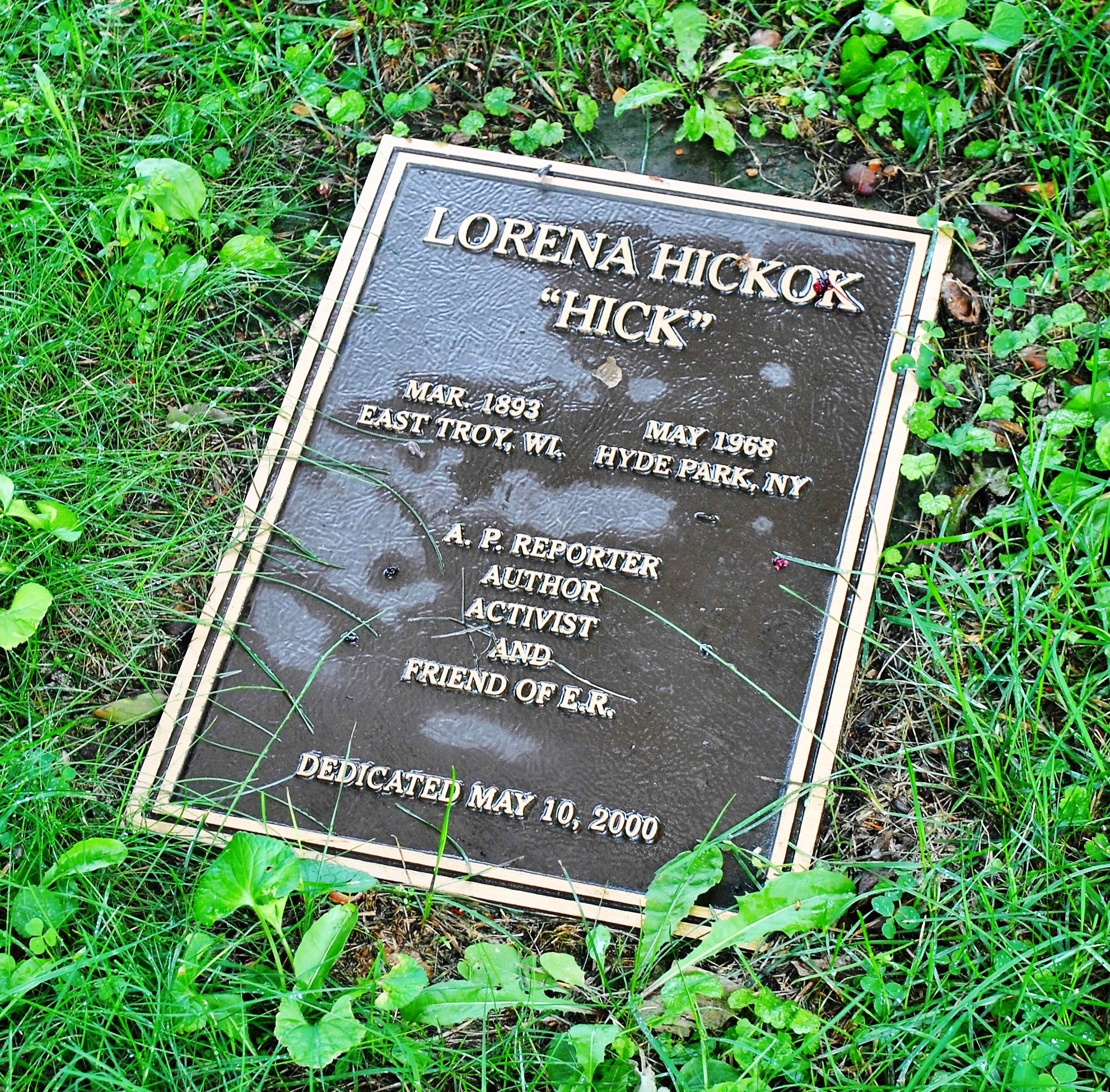
La tumba de Hickock en el cementerio de Rhinebeck

## Vida personal
El interés de Hickok por las mujeres comenzó cuando era joven y, a lo largo de su vida, tuvo varias relaciones duraderas con mujeres. Algunas de sus amantes después se casaron con hombres o estaban casadas en el momento en que estaban con Hickok. Su relación más notable fue con Eleanor Roosevelt. Después de que el esposo de Roosevelt ganó la presidencia, Hickok vivió en la Casa Blanca, donde tuvo un romance con ella. La relación terminó cuando Roosevelt viajó a Ginebra para trabajar en la redacción de la Declaración Universal de Derechos Humanos y se interesó por su médico, el suizo David Gurewitsch.
Hickok sufría de diabetes, lo que finalmente la llevó a la muerte. Usó la condición para evitar situaciones sociales, alegando que le dificultaba cenar con otros, pero Hickok siempre había disfrutado de su propia compañía o la de sus perros, Prinz y el Sr. Choate. Hickok confió en su hermana, Ruby Claff, una enfermera, para ayudarla durante su mala salud, ya que no solo tenía diabetes, sino también ceguera y artritis en sus últimos años.
Hickok murió a la edad de 75 años. Fue incinerada y, durante dos décadas, sus cenizas permanecieron en una urna en una funeraria antes de ser enterradas en una tumba sin nombre. Finalmente se colocó un marcador en el sitio el 10 de mayo de 2000, describiéndola como "Hick" y una "reportera de AP (Associated Press), autora, activista y amiga de ER (Eleanor Roosevelt)".

## Legado
Al final de su vida, Hickok escribió varios libros. Fue coautora de Ladies of Courage con Eleanor Roosevelt en 1954. Esto fue seguido por The Story of Franklin D. Roosevelt (1956), The Story of Helen Keller (1958), The Story of Eleanor Roosevelt (1959) y varios más.
Hickok legó sus documentos personales a la Biblioteca y Museo Presidencial Franklin D. Roosevelt en Hyde Park, que forma parte de los Archivos Nacionales de EEUU. Su donación estaba contenida en 18 archivadores que, según lo dispuesto en su testamento, debían ser sellados hasta 10 años después de su muerte. A principios de mayo de 1978, Doris Faber, como parte de la investigación para una breve biografía proyectada de Eleanor Roosevelt, se convirtió quizás en la primera persona fuera de los Archivos Nacionales en abrir estas cajas, y se asombró al descubrir que contenían 2.336 cartas de Roosevelt a Hickok y 1.024 cartas de Hickok a Roosevelt. La mayoría de ellas datan de la década de 1930, pero la correspondencia continuó hasta la muerte de Roosevelt en 1962. Los documentos de Hickok permanecen en la Biblioteca y Museo de FDR, donde están disponibles para el público.
Basándose en estas cartas, Terry Baum y Pat Bond escribieron la obra Hick: A Love Story, el romance de Lorena Hickok y Eleanor Roosevelt. En 2018, la novelista Amy Bloom publicó White Houses: A Novel sobre la relación entre Eleanor Roosevelt y Hickok. En una entrevista, Bloom declaró lo que quería analizar: "... ¿podría ser como estar locamente enamorado de alguien que está casado con su héroe político? Lorena era, como Eleanor, no una simple demócrata; era una gran fanática de FDR, lo que significa que su héroe y amigo también era su rival". Aunque el libro era una novela, Bloom argumentó que muchos aspectos del mismo, como la aprobación de Franklin Roosevelt de la relación de Eleanor con Hickok, se basaban en hechos, ya que ella argumentó: "No hay forma de que estuviera empleada sin el visto bueno de Franklin". Y obviamente sabía que ella estaba en la Casa Blanca en un dormitorio contiguo a su esposa. Pienso para mí misma, ya sabes, si mi cónyuge tuviera un amante en mi casa, incluso si fuera una casa grande, estoy bastante segura de que me daría cuenta. Asumiría que lo mismo es para Franklin... Y estaba claro para mí por la correspondencia de Franklin con otras amigas de Eleanor, que eran parejas de lesbianas, que era... Quiero decir, tenía, para un hombre de su origen y personalidad, una especie de condescendencia cordial, pero también mucha calidez y afecto. No pensó que Lorena lo amenazaría". Sin embargo, Bloom admitió que otros aspectos de su novela, como Hickok trabajando en un circo, fueron completamente de su propia invención." 

## Otras lecturas
- Beasley, Maurine. "Lorena A. Hickok: periodista". Documento presentado en la Reunión Anual de la Asociación para la Educación en Periodismo (64th, East Lansing, MI, 8-11 de agosto de 1981).
- Golay, Michael. América 1933: La Gran Depresión, Lorena Hickok, Eleanor Roosevelt y la configuración del New Deal . Nueva York: Free Press, 2013.ISBN 978-1439196014.
- Hickok, Lorena, Richard Lowitt y Maurine Beasley. Un tercio de una nación: Lorena Hickok informa sobre la Gran Depresión . Urbana: Prensa de la Universidad de Illinois, 1981.
- Kennedy, David Freedom from Fear The American People in Depression and War 1929-1945, Oxford: Oxford University Press, 2005.
- Quinn, Susan, Eleanor y Hick: La historia de amor que dio forma a una primera dama . Penguin Group, 2016.